# Lyssna till ditt hjärta
Lyssna till ditt hjärta är en låt skriven av Thomas G:son och Henrik Sethsson och framförd av Friends. Låten vann den svenska Melodifestivalen 2001.
I översättning till japanska har låten har även varit ledmotiv till animeserien Di Gi Charat Nyo!

## Melodifestivalen
Efter vinsten i Melodifestivalen spelades låten även in i engelskspråkig version, som "Listen to Your Heartbeat", och det var de versionen som framfördes i Eurovision Song Contest 2001, där den kom på femte plats. Låten fick som bäst tio poäng från Danmark, och fick totalt 100 poäng.
Singeln "Lyssna till ditt hjärta" sålde platina, det vill säga över 30 000 exemplar. Den nådde som högst fjärde plats på den svenska singellistan.

## Likheter med andra låtar
Belgien protesterade i förväg, för de tyckte att den liknade Belgiens sång "Liefde is een kaartspel" från Eurovision Song Contest 1996, men protesten avslogs. Även Johnny Zverzina hävdade att låten är ett plagiat av hans låt "Isus najvece ime", inspelad i Belgrad i dåvarande Jugoslavien 1987. STIM sammankallade en bedömningskommitté, och Friends friades med minsta möjliga marginal (4-3), men sedan de belgiska kompositörernas organisation SABAM tryckt på, gjorde parterna upp i godo.

## Listplaceringar
| Lista (2001) | Position |
| ------------ | -------- |
| Sverige      | 4        |

Den 7 april 2001 gick sången in på Svensktoppen, som fjärdeplacerad . Den 14 april 2001 åkte sången ner till sjätte plats , och slogs därefter ut .